# Ivan Lepičev
Ivan Lepičev (in bulgaro Иван Лепичев?; Boboševo, 3 agosto 1951) è un allenatore di pallacanestro bulgaro.

## Carriera
Ha guidato la Bulgaria ai Giochi olimpici di Seul 1988, ai Campionati mondiali del 1990 e a due edizioni dei Campionati europei (1989, 1991).